# Rozwiązanie zwyczajnego równania różniczkowego
Rozwiązanie zwyczajnego równania różniczkowego o postaci ogólnej {\displaystyle \Phi (x,y,y^{'},y^{''},\dots ,y^{(n)})=0} – jest to taka funkcja wielokrotnie różniczkowalna {\displaystyle \phi (x),} która spełnia to równanie różniczkowe na danym przedziale {\displaystyle D} (tzn. dla każdego {\displaystyle x\in D}). Podstawienie funkcji {\displaystyle \phi } w równanie przekształca je w tożsamość {\displaystyle \Phi (x,\phi ,\phi ^{'},\phi ^{''},\dots ,\phi ^{(n)})\equiv 0.}
Rozwiązaniem ogólnym zwyczajnego równania różniczkowego nazywamy taką funkcję {\displaystyle \psi (x;C),} że dla każdego {\displaystyle C} należącego do ustalonego przedziału jest ona rozwiązaniem (szczególnym) danego równania.

## Przykład
Funkcja
{\displaystyle \psi (x;C)=Ce^{x}}
jest rozwiązaniem ogólnym równania różniczkowego {\displaystyle y=y',} natomiast każda z funkcji
{\displaystyle e^{x},\ 2e^{x},\ 7e^{x},\ {\sqrt {2}}e^{x}}
jest jego rozwiązaniem szczególnym.